# Administration civile américaine des îles Ryūkyū
1950–1972
(21 ans, 4 mois et 29 jours)
Entités précédentes :
- Gouvernement militaire américain des îles Ryūkyū

Entités suivantes :
- Préfecture de Kagoshima
- Préfecture d'Okinawa

L'Administration civile américaine des îles Ryūkyū (en japonais Ryūkyū-rettō Beikoku Minseifu (琉球列島米国民政府) ; en anglais United States Civil Administration of the Ryukyu Islands, en abrégé USCAR) est le gouvernement qui dirige les îles Ryūkyū (notamment l'archipel Okinawa) au Japon de 1950 à 1972.

## Contexte
À la suite de l'ouverture forcée du Japon par les Navires noirs américains, suivant la politique de la canonnière, en 1853, le Japon passe du shogunat de l'Époque d'Edo à la Restauration Meiji en 1868. Le royaume de Ryūkyū (1429 – 1879) est le premier territoire conquis par la période expansionniste de l'empire du Japon, au début de l'ère Meiji. Suivront entre autres, Taïwan, la Corée, Sakhaline, certaines parties de la Chine et de l'Indochine.
En 1952, le Japon signe le traité de San Francisco qui reconnaît l'indépendance de certains territoires conquis, comme Taïwan rétrocédé à la République de Chine, et reconnaît le contrôle du gouvernement américain sur la Préfecture d'Okinawa (qui couvre l'ensemble des îles Ryūkyū), qui reste un territoire japonais, mais administrée depuis la fin de la Seconde Guerre mondiale par un Gouvernement militaire.
L'Administration civile américaine des îles Ryūkyū (USCAR), qui était une organisation affiliée aux forces américaines, surveille le gouvernement des îles Ryūkyū et peut s'opposer à toutes ses décisions. Techniquement parlant, l'USCAR est une administration des affaires civiles du gouvernement militaire américain (USMG).
La monnaie officielle est le yen B de 1948 à 1958, puis cette devise est supprimée et le dollar américain devient la nouvelle monnaie officielle. Le gouvernement imprime des timbres et des passeports des îles Ryūkyū et la conduite automobile se fait à droite, contrairement au reste du Japon. L'île adopte la conduite à gauche en 1978 pour s'accorder avec le reste du Japon.

## Spécifications du traité de paix
Deux articles importants du traité de paix du 28 avril 1952 indiquent :

« Article 3 : Le Japon se ralliera à toutes propositions des États-Unis aux Nations unies pour placer sous régime de tutelle, avec les États-Unis pour seule autorité administrative, les îles Nansei au sud du 29e parallèle nord (comprenant les îles Ryūkyū et l'archipel Daitō), les îles Nanpō au sud de Sōfugan (en) (comprenant les îles Bonin, les îles du Rosaire et les îles des volcans) et Parece Vela et les îles Marcus. Dans l'attente de la réalisation d'une telle proposition et de mesure palliatives à ce sujet, les États-Unis auront le droit d'exercer tout pouvoir d'administration, de législation et de juridiction sur le territoire et les habitants de ces îles, y compris sur leurs eaux territoriales.
Article 4b : Le Japon reconnaît la validité des dispositions de biens du Japon et des citoyens japonais faite par, ou en vertu, des directives du gouvernement militaire américain dans toutes les zones référées dans les articles 2 et 3. »

## Rétrocession
Après un accord officiel signé le 17 juin 1971, l'accord de réversion d'Okinawa de 1971, le contrôle d'Okinawa est rétrocédé au Japon le 15 mai 1972, et l'USCAR est aboli, mettant fin au contrôle américain des îles.
Cependant, différentes bases militaires restent présentes sur l'île, voyant une opposition constante de la population locale. Le premier ministre du Japon, Shinzo Abe, s'est notamment fait élire sur la base de la fermeture de ces bases, ce qu'il n'a pas obtenu durant son mandat.

## Système de gouvernement
Le poste de Gouverneur (民政長官, Minsei Chōkan) est créé en 1950 et remplacé en 1957 par le Haut-commissaire des îles Ryūkyū (琉球列島高等弁務官, Ryūkyū-rettō Kōtō-benmukan) jusqu'en 1972.

### Liste des gouverneurs
- Général Douglas MacArthur 1950–1951
- Général Matthew Ridgway 1951–1953
- Général Mark Wayne Clark 1953
- Général John E. Hull (en) 1953–1955
- Général Maxwell D. Taylor 1955
- Général Lyman Lemnitzer 1955–1957

### Liste des Hauts-commissaires
- Lieutenant-Général James Edward Moore (en) 4 juillet 1957 - 30 avril 1958
- Lieutenant-Général Donald Prentice Booth (en) 1er mai 1958 - 12 février 1961
- Lieutenant-Général Paul Caraway (en) 16 février 1961 - 31 juillet 1964
- Lieutenant-Général Albert Watson II (en) 1er août 1964 - 31 octobre 1966
- Lieutenant-Général Ferdinand Thomas Unger (en) 2 novembre 1966 - 18 janvier 1968
- Lieutenant-Général James Benjamin Lampert (en) 28 janvier 1968 - 14 mai 1972

## Drapeau

Drapeau civil des îles Ryūkyū.

Le code pénal des îles Ryūkyū restreint l'utilisation des drapeaux nationaux excepté celui des États-Unis. Les opposants au gouvernement des îles Ryūkyū arboraient le Hinomaru (le drapeau du Japon). Les navires civils des îles Ryūkyū utilisaient un drapeau dérivé du drapeau international de signal maritime de la lettre D au lieu des drapeaux japonais ou américain. Le drapeau D n'était pas très connu à l'international et les navires des îles Ryūkyū furent parfois saisis. Le drapeau changea en « Hinomaru » au-dessous d'un drapeau triangulaire représentant les îles Ryūkyū en 1967,.